# Château de Solere
Le château de Solere, est situé à Solere, (province de Coni) et a été reconstruit au XVe siècle sur les restes d'un ancien château féodal.
La juridiction de la famille de Solere sur le fief de Solere remonte à des temps immémoriaux et cesse avec l'abolition de la féodalité en Piémont en 1797.

## Histoire
À cinq kilomètres de Savillan, au bord de la Maira, dans la localité connue sous le nom de Solere, se dresse le château du même nom, mi-forteresse, mi-palais italien construit par les seigneurs di Solere au XIe siècle,.
Vers l'an mille, il y avait deux châteaux séparés par un fossé : l'un appartenant aux vicomtes d'Auriate, seigneurs de Sarmatorio et l'autre à l'évêque de Turin, qui avait juridiction sur le village,,.
En 1265, l'évêque de Turin Geoffroy di Montanaro, investit de son fief Sismondo Ruffino di Solere, fils de Ruffino di Sarmatorio,,.
L'actuel château a été reconstruit par la famille de Solere en 1443 sur ordre du Duc Amédée VIII de Savoie. Il fut encore agrandi en 1585 par Sebastiano di Solere, sénateur, conseiller ducal, défenseur et juge des princes Emmanuel-Filiberto et Carlo-Emanuele I.
Le château de Solere est incendié lors de l'invasion du Piémont par les troupes françaises en 1734.

## Chapelle Sainte-Catherine
Une chapelle de style baroque a également été construite (chiesa Santa Caterina).
Dans son testament de 1616, le comte Giovanni Battista di Solere chargea son héritier de faire célébrer chaque semaine trois messes en mémoire de son âme et de ses ancêtres, ou de faire don de 300 écus d'or en offrande. Le 21 octobre 1670, l'église reçut la visite de l'archevêque Beggiami qui la décrit : "Plafond couvert, décoré de trois autels avec les icônes de l'Immaculée Conception, Saints Jean-Baptiste et Dominique, Sainte Catherine d'Alexandrie, Sainte Marie-Madeleine et d'autres peintures",. Ces tableaux sont l'oeuvre du peintre Giovanni Antonio Molineri . Propriétés du marquis Ripa di Meana, ils ont été déposés au musée civique de Savillan.

## Aujourd'hui
Le château passe aux marquis Cordero di Montezemolo, à la suite du mariage de Maria-Theresa di Solere, dernière descendante de la branche italienne de la famille de Solere avec Hercule Cordero di Montezelomo en 1808. 
Le chateau passe ensuite aux propriétaires actuels, les marquis Ripa di Meana,.

## Galerie

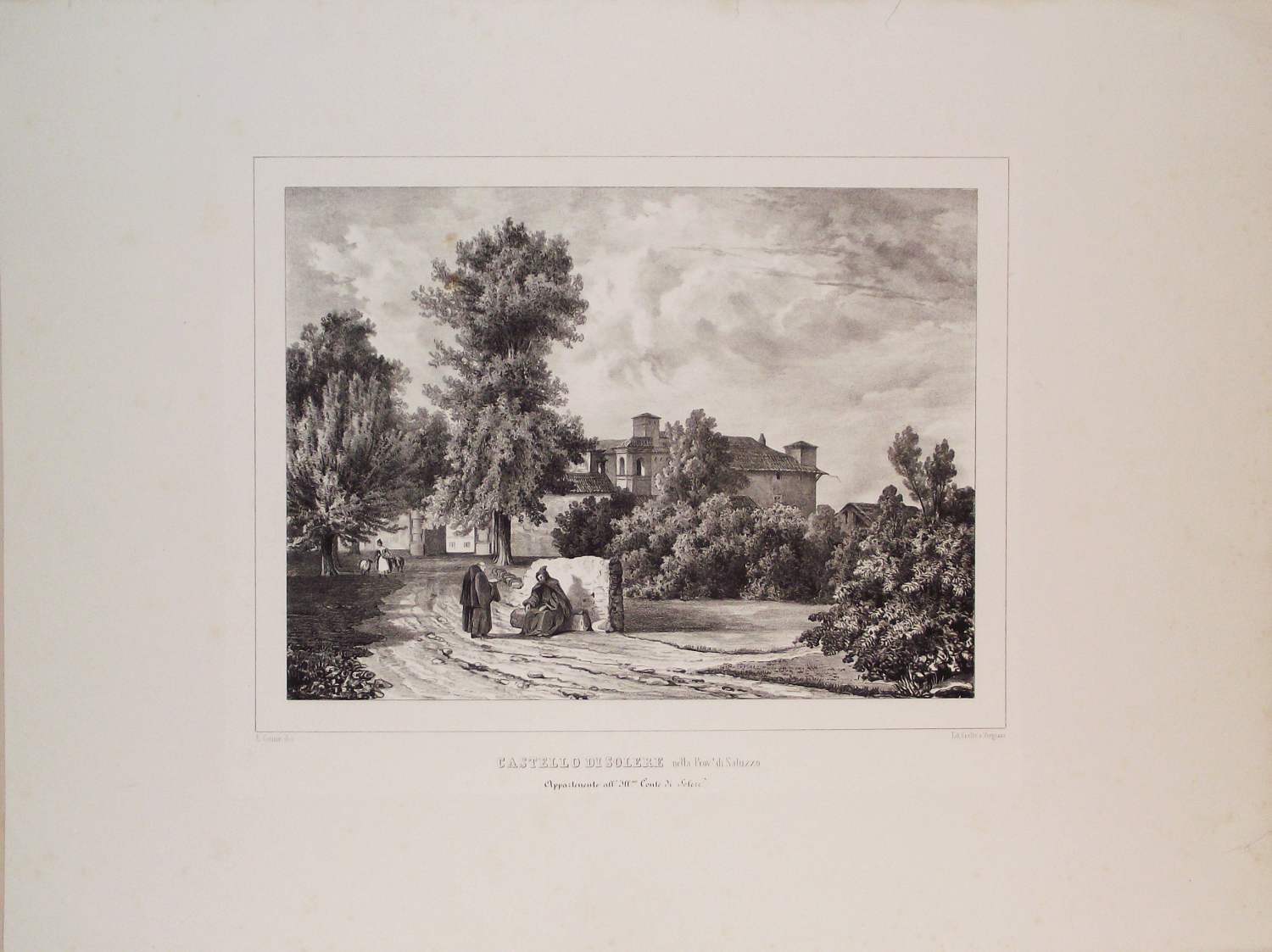
Castello di Solere. Enrico Gonin (1798-1856).
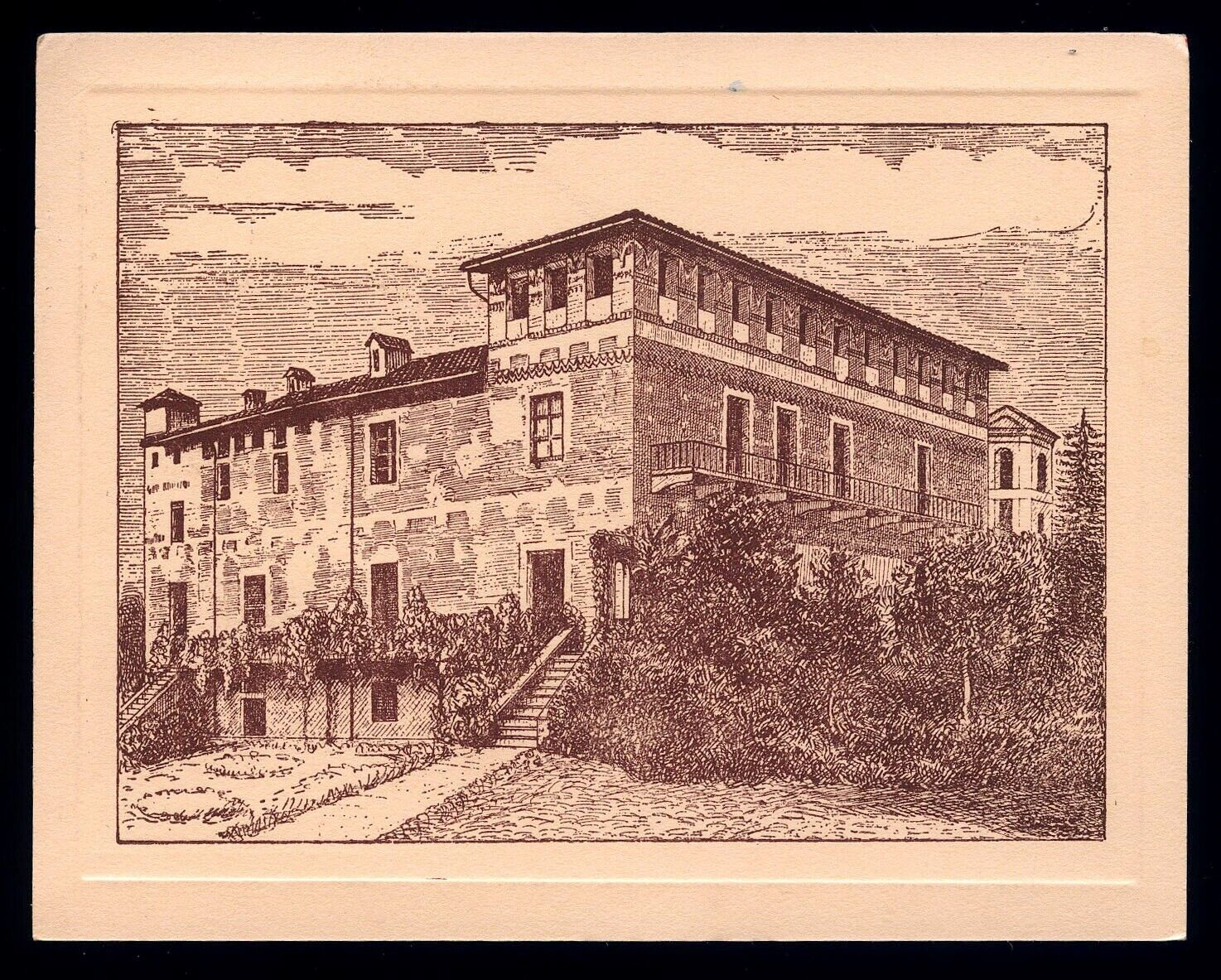
Façade sud du château de Solere.